# 广西蒲桃
广西蒲桃（学名：Syzygium guangxiense）为桃金娘科蒲桃属的植物，是中国的特有植物。分布在中国大陆的广西等地，一般生于石地和石灰岩山坡，目前尚未由人工引种栽培。